# El Puig (Sant Joan les Fonts)
El Puig és una casa de Sant Joan les Fonts (Garrotxa) inclosa a l'Inventari del Patrimoni Arquitectònic de Catalunya.

## Descripció
El puig fou una de les cases més notables de Begudà; és de planta rectangular, amb teulat a dues aigües, recolzada damunt bigues de fusta i llates. Disposa de planta baixa, lloc on es tancava el bestiar; primer pi o planta d'habitatge i golfes utilitzades per a guardar el gra. Annex, tenia un conjunt de quatre pallisses. Va ser bastit amb pedra volcànica del país i carreus ben tallats per a obertures i cantonades. La porta principal conserva aquesta llinda: "17[*]81"

## Història
A les escriptures antigues apareix esmentat com "Podio de Begudano". Era alou dels senyors del castell de La Miana. En Pere de La Miana, militar, concedí als monjos de Sant Joan les Fonts, un hort anomenat "linar", del seu mas Puig, davant de l'església de Begudà (segle xiii). En Dalmau i En Guillem de La Miana, pare i fill, vengueren una peça de terra del Puig a Arnau de Guardiola, l'any 1335, situada a un lloc anomenat "ça mola". Senyors d'aquest mas, que apareixen esmentats en documents: Arnau de Puig, que formava part de la universitat de Begudà l'any 1272; Joan de Puig (1553); Onofre (1724) i Pere (1765).